# Słowenia na Zimowych Igrzyskach Paraolimpijskich 2010
Słowenię na Zimowych Igrzyskach Paraolimpijskich 2010 reprezentował jeden zawodnik, startujący w narciarstwie alpejskim.

## Kadra

### Narciarstwo alpejskie
- Gal Jakic - osoby na wózkach